# Nuoto ai XVIII Giochi del Mediterraneo - 200 metri farfalla femminili
La gara dei 200 metri farfalla femminili dei XVIII Giochi del Mediterraneo si è svolta il 25 giugno 2018. Al mattino si sono svolte le batterie, mentre la finale si è disputata nel pomeriggio.

## Podio
| Pos. | Atleta          | Nazione    |
| ---- | --------------- | ---------- |
|      | Mireia Belmonte | Spagna     |
|      | Ana Monteiro    | Portogallo |
|      | Alessia Polieri | Italia     |

## Record
Prima della manifestazione il record del mondo (RM) e il record dei Giochi del Mediterraneo (RG) erano i seguenti.
|  | 2'01"81 | Liu Zige            | 21 ottobre 2009 Jinan  |
|  | 2'06"89 | Caterina Giacchetti | 1º luglio 2009 Pescara |

Durante la competizione non sono stati migliorati record.

## Risultati

### Batterie
| Pos. | Batteria | Corsia | Atleta              | Nazionalità | Tempo       | Note        |
| ---- | -------- | ------ | ------------------- | ----------- | ----------- | ----------- |
| 1    | 2        | 4      | Mireia Belmonte     | Spagna      | 2'09"73     | Q           |
| 2    | 2        | 3      | Ana Monteiro        | Portogallo  | 2'10"27     | Q           |
| 3    | 2        | 5      | Anja Klinar         | Slovenia    | 2'11"54     | Q           |
| 4    | 1        | 3      | Nida Eliz Üstündağ  | Turchia     | 2'12"82     | Q           |
| 5    | 1        | 5      | Stefania Pirozzi    | Italia      | 2'13"31     | Q           |
| 6    | 1        | 4      | Alessia Polieri     | Italia      | 2'13"43     | Q           |
| 7    | 2        | 6      | Victoria Kaminskaya | Portogallo  | 2'13"94     | Q           |
| 8    | 1        | 6      | Anna Ntountounaki   | Grecia      | 2'14"10     | Q           |
| 9    | 2        | 2      | Jimena Pérez        | Spagna      | 2'14"39     |             |
| 10   | 1        | 2      | Ilektra Lebl        | Grecia      | 2'18"37     |             |
| 11   | 1        | 7      | Beatrice Felici     | San Marino  | 2'35"41     |             |
| DNS  | 2        | 7      | Samar Kacha         | Algeria     | Non partita | Non partita |

### Finale
| Pos. | Corsia | Atleta              | Nazionalità | Tempo   | Note |
| ---- | ------ | ------------------- | ----------- | ------- | ---- |
|      | 4      | Mireia Belmonte     | Spagna      | 2'07"80 |      |
|      | 5      | Ana Monteiro        | Portogallo  | 2'08"06 |      |
|      | 7      | Alessia Polieri     | Italia      | 2'08"46 |      |
| 4    | 3      | Anja Klinar         | Slovenia    | 2'10"26 |      |
| 5    | 2      | Stefania Pirozzi    | Italia      | 2'11"50 |      |
| 6    | 6      | Nida Eliz Üstündağ  | Turchia     | 2'12"07 |      |
| 7    | 1      | Victoria Kaminskaya | Portogallo  | 2'12"43 |      |
| 8    | 8      | Anna Ntountounaki   | Grecia      | 2'14"54 |      |